# Бар ел-Газел
Бар ел Газел е департамент, разположен в регион Канем, Чад. Департаментът се поделя на под-префектурите: Амсилеб, Манджура, Мишмир, Мусоро, Салал, Шадра. Негов административен център е град Мусоро.